# Eilot

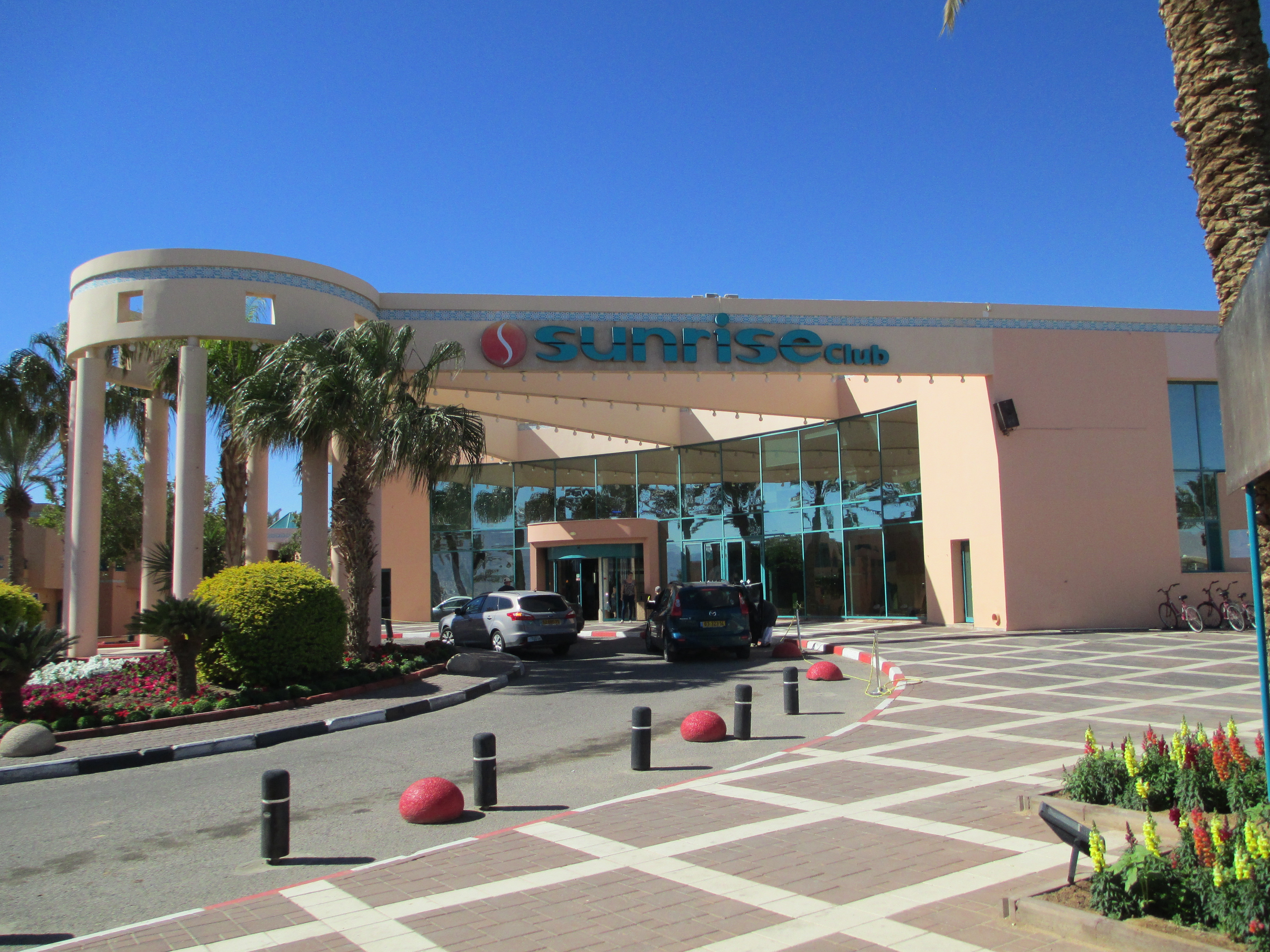
Hôtel Sunrise Club, Eilot.

Eilot (hébreu : אֵילוֹת, arabe : إيلوت) est le kibboutz situé le plus au sud d'Israël, dans la vallée d'Aravah, près de la frontière jordanienne. Eilot se trouve à moins d'un kilomètre au nord d'Eilat, et à trois kilomètres au nord de la mer Rouge. Il relève de la compétence du Conseil Régional d'Hevel Eilot. En 2019, il compte 315 habitants.

## Histoire
Le kibboutz est créé en 1963 et nommé d'après un verset du I Rois 9:26: « Et le roi Salomon fit une marine de navires à Ezion-Geber, qui est à côté d'Eloth, sur la rive de la mer Rouge, au pays de Edom. ». L'Eloth mentionné dans le verset est probablement proche de l'emplacement actuel du kibboutz Eilot.
Il est réputé pour son verger de dattes, bien que les légumes, les autres fruits, la pêche et le tourisme soient des industries majeures.